# Kaloša
Kaloša (ungarisch Kálosa) ist eine Gemeinde in der Mitte der Slowakei mit 815 Einwohnern (Stand 31. Dezember 2024), die im Okres Rimavská Sobota, einem Kreis des Banskobystrický kraj, liegt und zur Landschaft Gemer gezählt wird.

## Geographie

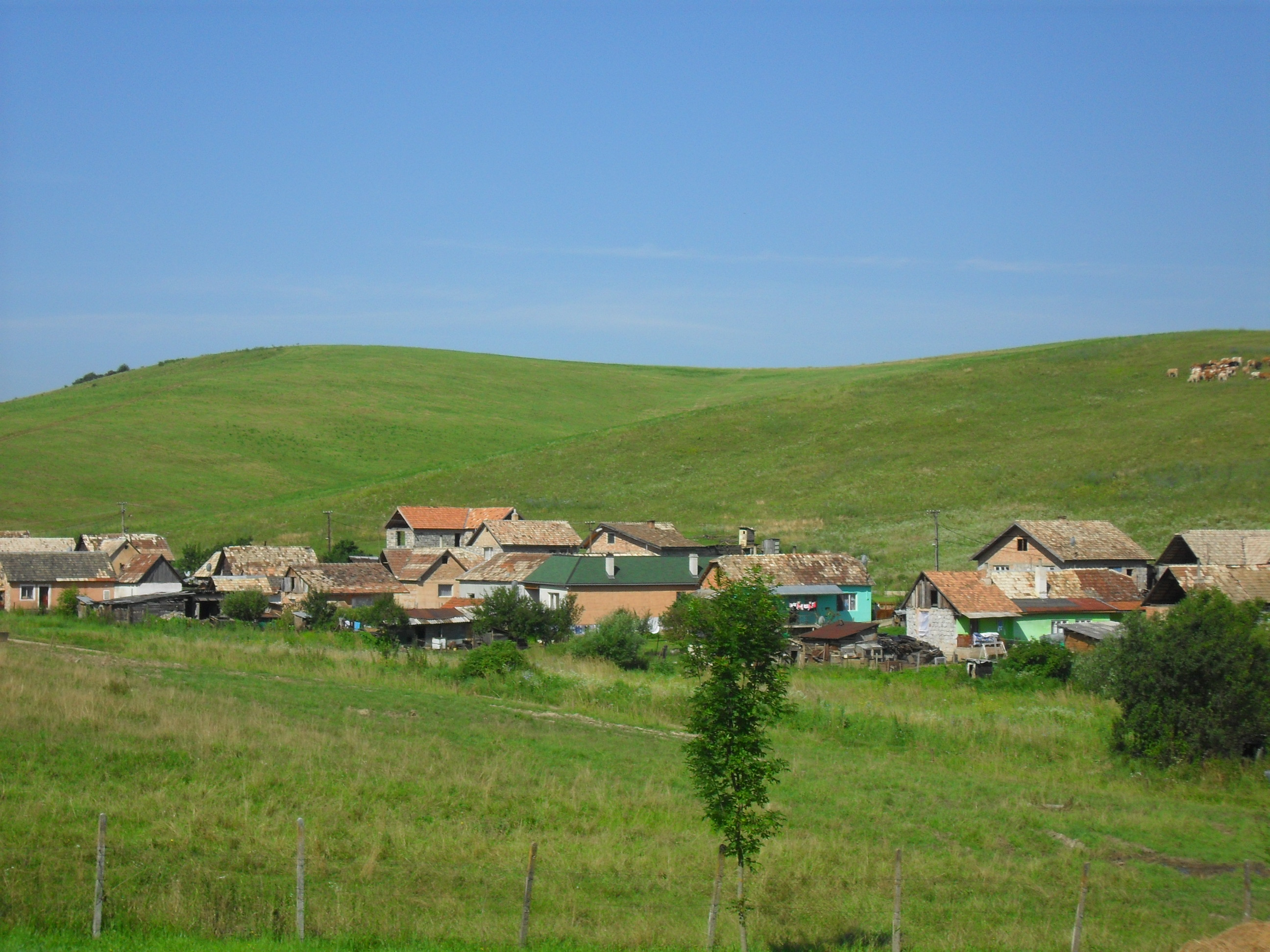
Ortsansicht

Die Gemeinde befindet sich im Talkessel Rimavská kotlina (Teil von Juhoslovenská kotlina) südlich des Slowakischen Erzgebirges am mittleren Lauf des Flüsschens Kaloša. Das Ortszentrum liegt auf einer Höhe von 175 m n.m. und ist 12 Kilometer von Tornaľa sowie 23 Kilometer von Rimavská Sobota entfernt.
Nachbargemeinden sind Gemerské Michalovce im Norden, Otročok im Nordosten, Žiar im Osten, Figa im Süden, Barca und Dulovo im Südwesten sowie Rakytník im Westen.

## Geschichte

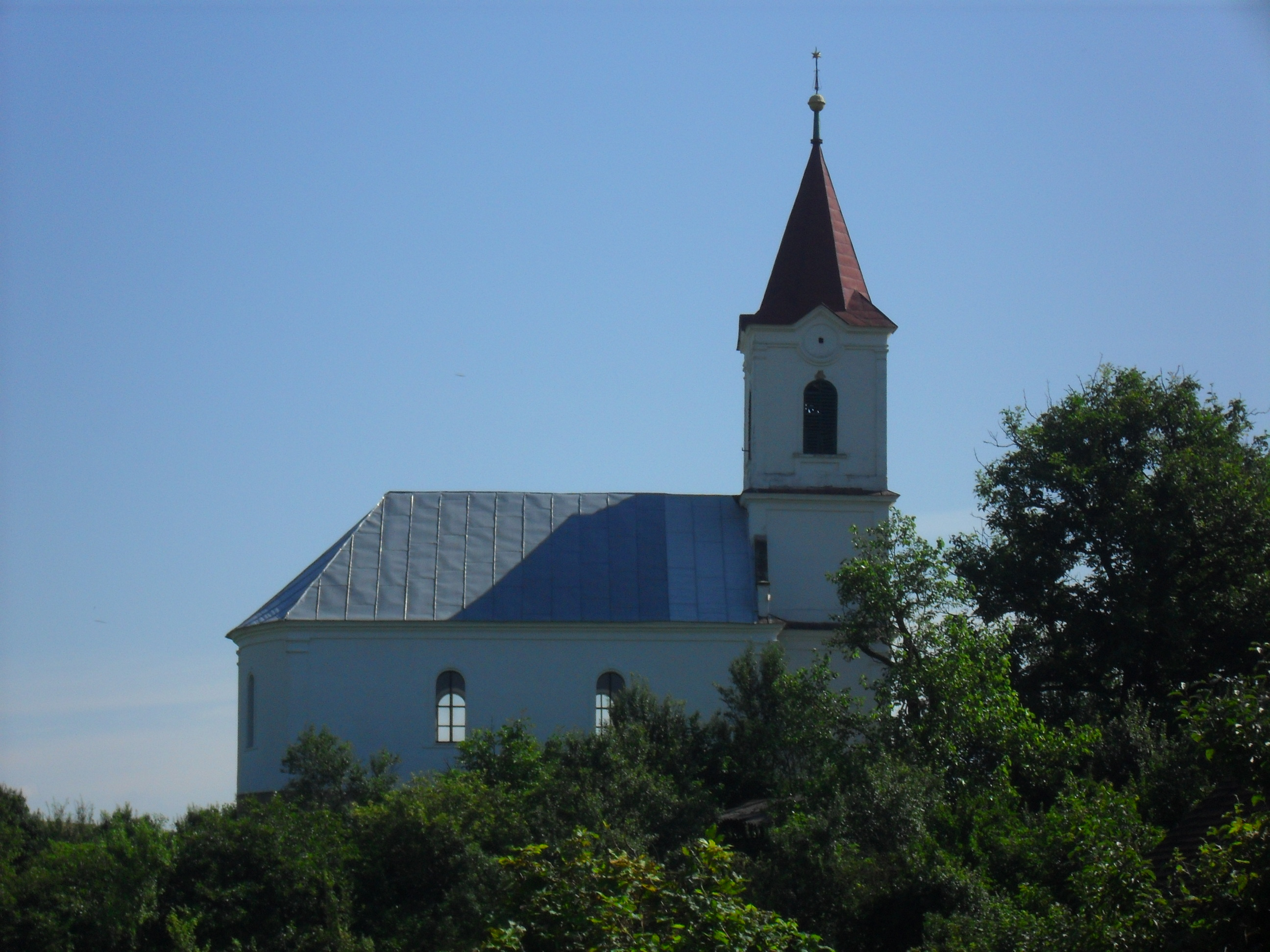
Reformierte Kirche

Die heutige Gemeinde entstand 1964 durch Zusammenschluss der bis dahin selbstständigen Gemeinde Nižná Kaloša (bis 1948 „Nižná Káloša“, bis 1927 auch „Dolné Kálošovo“; ungarisch Alsókálosa) und Vyšná Kaloša (bis 1948 „Vyšná Káloša“, bis 1927 auch „Horné Kálošovo“; ungarisch Felsőkálosa).
Der ältere Ortsteil ist Nižná Kaloša, das zum ersten Mal 1247 als Calysa schriftlich erwähnt wurde und kurz nach dem verheerenden Mongoleneinfall gegründet wurde. Im Jahre 1427 gehörte der Ort zum Herrschaftsgut der Familie Korláth, ab der Hälfte des 15. Jahrhunderts auch anderen Familien. 1683 wurde Nižná Kaloša durch ein polnisch-litauisches Heer verwüstet. 1828 zählte man 58 Häuser und 453 Einwohner, die als Landwirte beschäftigt waren.
Vyšná Kaloša wurde zum ersten Mal 1427 schriftlich erwähnt und entstand Ende des 15. Jahrhunderts durch Ausgliederung aus dem ursprünglichen Ort. Am Anfang des 16. Jahrhunderts kam ein Teil des Ortes zum Besitz der Familie Lórántffy. 1683 wurde Vyšná Kaloša durch ein polnisch-litauisches Heer verwüstet. 1828 zählte man 17 Häuser und 140 Einwohner, die als Landwirte beschäftigt waren.
Bis 1918/1919 gehörten die im Komitat Gemer und Kleinhont liegenden Orte zum Königreich Ungarn und kamen danach zur Tschechoslowakei beziehungsweise heute Slowakei. Zwischen 1938 und 1944 gehörten sie auf Grund des Ersten Wiener Schiedsspruches noch einmal zu Ungarn.

## Bevölkerung
| Jahr                | 1994 | 2004     | 2014     | 2024    |
| ------------------- | ---- | -------- | -------- | ------- |
| Anzahl der Personen | 610  | 683      | 776      | 815     |
| Unterschied         |      | +11,96 % | +13,61 % | +5,02 % |

| Jahr                | 2023 | 2024    |
| ------------------- | ---- | ------- |
| Anzahl der Personen | 812  | 815     |
| Unterschied         |      | +0,36 % |

Gemäß der Volkszählung 2011 wohnten in Kaloša 735 Einwohner, davon 484 Magyaren, 103 Slowaken. 97 Roma und drei Tschechen. 48 Einwohner machten keine Angabe zur Ethnie.
515 Einwohner bekannten sich zur römisch-katholischen Kirche, 107 Einwohner zur reformierten Kirche, zwei Einwohner zur Evangelischen Kirche A. B. sowie jeweils ein Einwohner zu den Zeugen Jehovas und zur griechisch-katholischen Kirche. 57 Einwohner waren konfessionslos und bei 52 Einwohnern wurde die Konfession nicht ermittelt.

## Bauwerke und Denkmäler

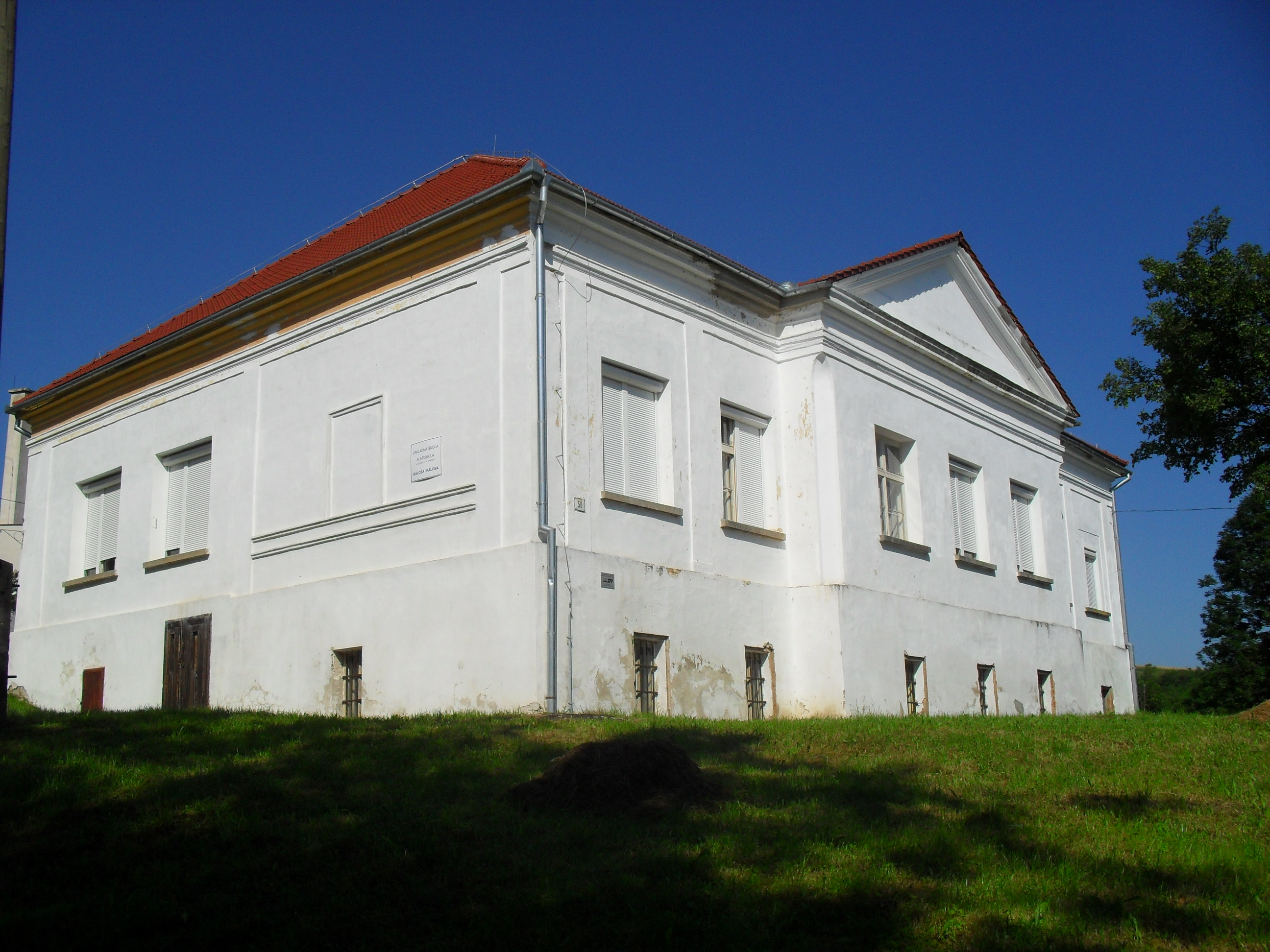
Landsitz

- reformierte Kirche im spätklassizistischen Stil aus dem Jahr 1889
- Landsitz im klassizistischen Stil aus der ersten Hälfte des 19. Jahrhunderts